# Браян Бадд
Браян Джеймс Бадд (англ. Bryan James Budd; 16 липня 1977, Белфаст, Північна Ірландія, Велика Британія — 20 серпня 2006, Сангін, Гільменд, Афганістан) — британський військовослужбовець ірландського походження, капрал Парашутного полку Британської армії. Кавалер хреста Вікторії.
Народився 1977 року у Північній Ірландії. Після закінчення школи, у 1995 році вступив до Британської армії. У складі Парашютного полку взяв участь у збройних конфліктах у Північній Ірландії, Югославії, Сьєрра-Леоне, а також в Іракській війні.
У 2006 році його відправили на війну в Афганістані. 27 липня у центрі міста Сангін у вілаяті Гільменд Бадд очолив атаку на одну з будівель із талібами, що там засіли, і разом зі своїми товаришами придушив вогневі точки ворога. Через кілька тижнів після цього бою, 20 серпня під час звичайного патрулювання центру Сангіна, Бадд помітив просування кількох талібів кукурудзяним полем, зробив фланговий маневр з метою відрізати бойовиків, після чого почалася перестрілка. Дійшовши висновку про неможливість нового наступу, Бадд самостійно кинувся на нападників, пожертвувавши своїм життям для порятунку поранених членів його загону, які відступали. Тіло Бадда знайшли серед трьох вбитих ним талібів. За ці два акти героїзму його нагородили хреста Вікторії. Бадд став першим військовослужбовцем — кавалером цієї нагороди за події в Афганістані.

## Біографія

### Молоді роки
Браян Джеймс Бадд народився 16 липня 1977 року у Белфасті, Північна Ірландія. У нього була сестра-близнючка Трейсі, а також брат Стівен. Згодом батьки розлучилися, і мати Енн знову вийшла заміж, тому діти виховувалися вітчимом Тревором.
Невдовзі сім'я переїхала до Сканторпа у Північному Лінкольнширі, Англія, де Браян і виріс. Там він навчався у школі Томаса Самптера (нині — Меліорська громадська академія).

### Військова служба

#### Початок
У грудні 1995 року Бадд вступив до Британської армії. Спочатку він служив у Парашутному полку, а потім, пройшовши суворий відбір, вступив до взводу авіанавідників 16-ї десантно-штурмової бригади — розвідувальний підрозділ для дій у глибокому тилу ворога. У складі цього з'єднання він взяв участь у місіях у частинах колишньої Югославії — Косово та Македонії, а також у Сьєрра-Леоні, Афганістані й Іраку. В Іраку він був залучений в операції «Телік», а в Північній Ірландії — в операції «Прапор».
У травні 2002 року Бадд з відзнакою пройшов бойовий курс командира відділення. У 2004 році його відправили до Армійського підготовчого коледжу у Гаррогейті, де як кваліфікований інструктор з бойового виживання, скелелазіння та парашутист вільного падіння тренував новобранців. У червні 2006 року Бадд приєднався до роти «A» 3-го батальйону, і у складі цільової групи з 3600 британців його відправили до Афганістану, в Сангін у вілаяті Гільменд, де взяв участь в операції «Геррик».

#### Афганістан
27 липня 2006 року, під час патрулювання місцевості, підрозділ капрала Бадда виявив двох бойовиків на даху будівлі у центрі Сангіна. У ході запеклої перестрілки втрати зазнали два відділення з підрозділу Бадда. Під час перебування на відкритій місцевості кілька солдатів стали метою ворожого вогню і вони отримали серйозні поранення. Бадд вирішив повернути ініціативу у свої руки та відкинути супротивника, а потім приступити до евакуації поранених. Озброєний гвинтівкою та ручними гранатами, Бадд сам під безперервним вогнем пішов в атаку на ворожі позиції, надихнувши решту бійців піти за ним відкритим полем. Дії Бадда, скоєні у небезпечних умовах, зіграли в оперативному відношенні принципову роль для знищення бойовиків, а також дозволили розпочати евакуацію його пораненого товариша у безпечне місце, де той згодом отримав необхідне лікування.

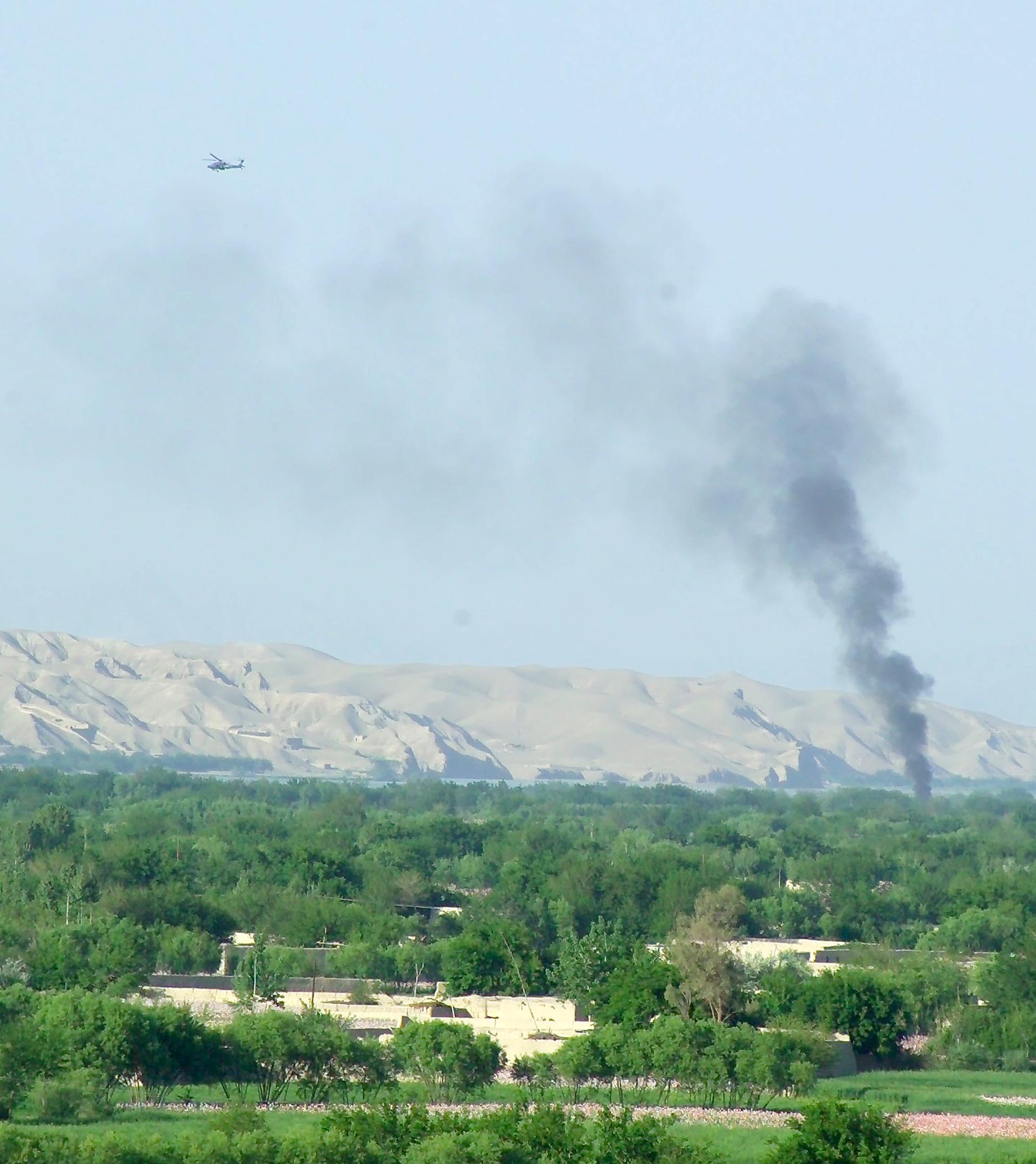
Околиці Сангіна, 2007 рік.

Через кілька тижнів, 20 серпня 2006 року, роту «A» 3-го батальйону передислокували до центру міста Сангін. Цей район називався серед військових «Диким Заходом». Бадду та його взводу наказали дійти до невеликого й ізольованого форпосту коаліції, в якому базувалися солдати Корпусу королівських інженерів, а також розмінувати та зачистити від бойовиків навколишню площу, що зазнавала атак талібів майже щодня протягом кількох місяців. Кожному патрулю надали по три відділення загальною чисельністю 24 особи. Сам Бадд вів за собою загін із восьми людей.
Побачивши, що його товариш підірвався на міні, Бадд, попри можливість нових підривів, наказав почати підготовку до евакуації та розчищення площі для посадки гелікоптера, внаслідок чого вибухнуло ще кілька мін і кілька солдатів отримали поранення. Увійшовши у високу кукурудзу, на відстані 50 метрів від себе Бадд помітив наближення чотирьох бойовиків. Подаючи сигнали руками солдатам свого відділення, він здійснив фланговий маневр і вийшов на околицю поля з метою відрізати талібів. Пересування солдатів помітили не тільки ці бойовики, а ще одна група талібів, які перебували трохи далі. Бойовики ініціювали перестрілку, в ході якої британці, стоячи на колінах або лежачи в спробі сховатися, відкрили по них шквальний вогонь; двоє солдатів отримали поранення. Розуміючи, що поранених можуть захопити у полон або негайно вбити, Бадд велів усім вийти із зони зіткнення. Потім Бадд підвівся та кинувся прямо через кукурудзу у бік талібів, що знаходилися всього за 20 метрів від нього. Бадд відкрив вогонь з гвинтівки в автоматичному режимі, після чого прогримів вибух, і контакт по радіозв'язку з ним було відразу втрачено. Вогонь талібів помітно стих, що дозволило бійцям відділення, що залишилися в живих, відійти у безпечне місце.
Після відходу військ Бадда оголосили зниклим безвісти, більша частина роти вирушила на його пошуки, тоді як кілька вертольотів McDonnell Douglas AH-64 Apache і літаків Harrier Jump Jet як повітряна підтримка здійснили масовану атаку по позиціях талібів. Через годину патруль лейтенанта Г'юго Фармера натрапив на Бадда з важкими пораненнями без свідомості та пульсу, він лежав в оточенні тіл трьох бойовиків. Бадда доставили на гелікоптері у перев'язувальний пункт бази взводу, де зафіксували його смерть. У тому ж бою поранення отримали три британські солдати, але їхні травми не виявилися небезпечними для життя.

### Похорон і розслідування обставин загибелі
Бадду було 29 років. Відслуживши десять років в армії, найближчим часом він мав отримати звання взводного сержанта. Відрядження Бадда мало закінчитися 26 серпня 2006 року. Він став 7-м британським солдатом, який загинув за один лише серпень 2006 року, а також 15-м за шість місяців бойових дій в Афганістані. Усього з моменту початку операції в Афганістані з 2001 року станом на 2014 рік загинуло 453 британські військові та цивільні особи.
Міністр оборони Великої Британії Десмонд Браун заявив, що «глибоко засмучений» звісткою про смерть Бадда, висловивши свої співчуття його сім'ї. Колеги Бадда описали його як дуже хорошу людину, яка була прикладом для інших. Командир 3-го батальйону підполковник Стюарт Тутал схарактеризував Бадда як «видатного лідера», який на професійному рівні «наділяв впевненістю всіх, хто з ним працював», зазначивши, що Браян загинув, роблячи улюблену роботу: «Він з гордістю називав себе десантником, і ми з гордістю стояли поруч із ним».
Бадда кремували у Вудландському крематорії, після чого був похований на Колчестерському цвинтарі. Проведена перед цим судово-медична експертиза показала, що Бадд помер від розриву великих вен у тазовій області внаслідок вогнепального поранення. У зв'язку з неясними обставинами смерті було розпочато розслідування, під час якого зокрема розглядалася можливість того, що Бадда було вбито внаслідок дружнього вогню.
29 листопада 2007 року на засіданні суду експерт з балістики Ед Воллес повідомив, що два проаналізовані фрагменти кулі, від якої загинув Бадд, належать до калібру 5,56, що використовується у гвинтівках і кулеметах, виданих британським військам. Він зазначив, що результати випробувань 24 видів зброї, які використовуються його товаришами, не дозволили встановити, хто з них зробив постріл, від якого загинув Бадд. Вислухавши свідчення, заступник коронера для Оксфордшира Ендрю Волкер виніс офіційне рішення про те, що Бадд потрапив під перехресний вогонь і був убитий зі зброї, що стоїть на озброєнні британських солдатів, при тому, що жодних інших військ у тому районі не знаходилося. Вдова Бадда Лорена відзначила, що хоробрість її чоловіка «відобразила найвищі традиції Парашутного полку».

### Нагородження хрестом Вікторії
14 грудня 2006 року Бадда нагородили хрестом Вікторії. Відповідний нагородний список міністерства оборони зі 134 осіб опублікували у перші хвилини 15 грудня в офіційній газеті уряду Великої Британії The London Gazette. При цьому вказувалося, що Бадд був нагороджений відразу за два окремі акти хоробрості у липні та серпні 2006 року. 7 березня 2007 року королева Великої Британії Єлизавета II вручила хрест Вікторії вдові Лорені на приватній церемонії у Букінгемському палаці у присутності вітчима, сестри та брата Бадда, а також його товаришів по 3-му батальйону Парашутного полку. Хрест Вікторії є найвищою з усіх британських бойових нагород і присуджується лише у виняткових обставинах за хоробрість під вогнем супротивника, його заснувала 29 січня 1856 королева Вікторія, яка особисто обрала напис на аверсі нагороди — "За Доблесть (нагорода відливалася з російських бронзових гармат, захоплених під час Кримської війни. Бадд став першим нагородженим під час війни в Афганістані та другим з часів Фолклендської війни після Джонсона Бехаррі (прижиттєво у 2006 році). Наступними кавалерами стали Джеймс Ашворт (посмертно у 2012 році) та Джошуа Лікі (прижиттєво у 2015 році).

## Нагороди
Капрал Браян Бадд отримав вісім нагород: хрест Вікторії, Медаль загальної служби з пряжкою «Північна Ірландія», медаль НАТО із пряжкою «Косово», медаль НАТО із пряжкою «Македонія», медаль оперативної служби за Сьєре-Леоне, медаль оперативної служби за Афганістан, Іракська медаль з пряжкою «19 берез до 28 квіт 2003», медаль Золотого ювілею королеви Єлизавети II.
У 2018 році нагороди Бадда, зокрема хрест Вікторії, були придбані лордом Ашкрофтом для своєї колекції, розміщеної в Імперському воєнному музеї у Лондоні. Зараз вони виставлені у Музеї Парашутного полку та Повітряно-десантних сил як відділенні Імперського воєнного музею у Даксфорді (Кембриджшир, Англія).

## Особисте життя та сім'я
Браян був одружений з Лорені Бадд (нар. 1983 року), яка служить у 5-му полку Королівської артилерії Каттерикського гарнізону у Північному Йоркширі. У них народилося двоє доньок: Ізабель (нар. 2004 року) й Імоджен (нар. 2006 року, через місяць після загибелі батька). Проживали у місті Ріпон.
За відгуками родичів і товаришів по службі, Бадд був м'якою людиною, але при цьому мав якості природженого лідера, велику мужність, а також гарне почуття гумору. Для надання допомоги його сім'ї створили Меморіальний фонд Браяна Бадда.
Брат Браяна, Стівен, служить в армії та разом з дружиною Мішель і дітьми Корі та Кеті жив у Сканторпі. Корі пішов стопами батька та дядька, вступивши до Королівського полку артилерії.

## Пам'ять
У 2008 році у Колчестерському гарнізоні відкрили гімназію та фізичний та навчальний відновлювальний центр, названі на честь Бадда. У 2009 році у Будинку офіцерів Колчестера командир 3-го батальйону лейтенант-полковник Г'ю Вільямс презентував картину роботи Стюарта Брауна, що зображує подвиг Бадда на кукурудзяному полі у Сангіні. У 2011 році казарми Територіальної армії в Сканторпі перейменували на «Казарми КВ Бадда». У 2012 році принцеса Анна відкрила пам'ятні дошки на «Стіні героїв» Меліорської громадської академії у Сканторпі, які увічнили імена трьох солдатів, загиблих в Іраку та Афганістані: Браяна Бадда,Бена Лінінга й Ентоні Ломбарді. Іменем Бадда також названо кубок для найкращого солдата на змаганнях Парашутного полку.